# Heinrich Brauer (Funktionär)
Jacob Ludwig Heinrich Brauer (* 19. Januar 1874; † 29. August 1950 in Hamburg) war der Gründer des Arbeiter-Samariter-Bundes in Hamburg.

## Wirken in Hamburg
Der Geburtsort, das Leben und weitere biographische Angaben zu Heinrich Brauer sind über das Wirken in der Diakonie hinaus nahezu unbekannt.
In Hamburg engagierte sich Brauer anfangs im militärisch organisierten, politisch konservativen Deutschen Roten Kreuz (DRK). Die Hilfsorganisation, die nicht mit der Arbeiterbewegung sympathisierte, versorgte insbesondere im Krieg verletzte Soldaten. Nachdem DRK-Präsident Bodo von dem Knesebeck sich resolut dagegen ausgesprochen hatte, auch bei Veranstaltungen der SPD und der Gewerkschaften zu helfen, die das DRK ablehnte, verließ Brauer mit ungefähr 20 weiteren Personen das Rote Kreuz. Die Ausgetretenen, die alle auch der Freien Turnerschaft angehörten, beschlossen, in Hamburg eine eigene Kolonne der Arbeiter-Samariter zu schaffen. Ein Aufruf zu einer Versammlung interessierter Mitstreiter in einer Gaststätte in der Hamburger Neustadt erschien im Hamburger Echo. Zu der Veranstaltung am 5. August 1907 erschienen circa 50 Personen, unter ihnen mehrere Ärzte, die soziale Ziele verfolgten. Sie bildeten eine Kommission, die eine Gründungsversammlung vorbereitete, die am 21. August 1907 stattfand. Heinrich Brauer, der vor der Zusammenkunft SPD und Gewerkschaften entsprechend informiert hatte, übernahm den Vorsitz der neu gegründeten Hilfsorganisation.
Der Arbeiter-Samariterbund (ASB) grenzte sich bewusst vom DRK ab. Als primäres Ziel setzten sich die Mitglieder, Verletzten „auf dem Schlachtfeld der Arbeit“ zu helfen. Darunter verstanden sie Personen, die bei Betriebsunfällen Verletzungen erlitten hatten. Außerdem wollten sie die Einhaltung von Arbeitsschutzbestimmungen überwachen. Der SPD und den Gewerkschaften sagten sie Unterstützung bei größeren Veranstaltungen zu. Kurz nach der Gründung schulte der ASB viele ehrenamtliche Personen und wuchs schnell. Im Mai organisierte er eine von 500 Zuhörern besuchte Informationsveranstaltung über die Ursachen von Erkrankungen von Fabrikarbeitern. 1911 bildete die Organisation 2706 Helfer aus, die bei 12.387 Unfällen zumeist ehrenamtlich arbeiteten. Ostern 1912 hatte der ASB in Hamburg 48 Kolonnen, in denen 3107 Helfer arbeiteten.
Nach dem Ersten Weltkrieg vergrößerte der ASB sein Hilfsangebot und organisierte gemeinsam mit der Arbeiterwohlfahrt häusliche Krankenpflege. Außerdem unterhielt er in mehreren Stadtteilen Unfallwachen und versorgte bedürftige Kinder mit Lebensmitteln und Erholungsmaßnahmen. Die Hilfsorganisation erfuhr wiederholt Angriffe von Rechtsradikalen und Kommunisten, half aber trotzdem 20 schwer verwundeten Mitgliedern beider Gruppen, die nach dem Kapp-Putsch am Bahnhof Hamburg-Harburg aufeinander losgegangen waren. Zu einem anderen bemerkenswerten Einsatz kam es am 20. Mai 1928 nach der Explosion eines mit giftigem Phosgen gefüllten Eisentanks auf der Veddel, die zu zwölf Todesopfern führte. Der ASB versorgte dabei mehr als 100 Verletzte.
Während der Zeit des Nationalsozialismus lösten die Nationalsozialisten den ASB auf und führten ihn mit dem DRK zusammen. Dabei konfiszierten sie das Vereinsvermögen. Nach dem Ende des Zweiten Weltkriegs kontaktierten Heinrich Brauer, Hermann Steuerjohann und andere ehemalige Mitglieder des ASB den dänischen Samariterbund, der bei der Neugründung des ASB in Hamburg half. Bei der ersten Versammlung am 21. Mai 1949 in Wandsbek wählten mehr als 100 Besucher Brauer zum Ersten Vorsitzenden. Der Verein bot Rettungsdienste bei Unfällen in Betrieben und im Verkehr und Sanitätsdienst bei Sport und Politik an. Außerdem referierten Vereinsmitglieder zur betrieblichen Unfallvorbeugung, zur Geburtenregelung und Sexualhygiene. 1950 erbrachten die zumeist ehrenamtlichen Mitglieder 35.000 Stunden Arbeit. Dabei leisteten sie in 5000 Fällen Hilfe, übernahmen 120 Krankentransporte und hielten neun Schulungen und medizinische Vorträge.

## Wirken im Bundesverband des ASB
Neben der Arbeit in Hamburg beteiligte sich Brauer an der überregionalen Organisation des ASB. 1909 nahm er an der Gründungsversammlung des ASB-Bundesverbandes in Magdeburg teil. Auf Vortragsreisen durch das Deutsche Reich versuchte er, mit „Agitationsvorträgen“ die Idee des ASB zu verbreiten. Außerdem beteiligte er sich maßgeblich an wichtigen politischen Initiativen. Dazu gehörte eine Eingabe an das Reichsversicherungsamt und an den Reichstag mit dem Ziel, die sanitäre Versorgung in Fabriken zu verbessern.
1912 nahm Brauer am Bundestag des ASB statt, der in Hamburg stattfand. Dabei stellte er einen erfolgreichen Antrag, alle Hilfs- und Sportorganisationen der Arbeiter in einer „Zentralkommission für Arbeitersport und Körperpflege“ zusammenzuführen. Der ASB beteiligte sich anfangs an der Kommission, wogegen die angeschlossenen Ärzte heftigen Protest einlegten, da sie nicht in einem Verband mit Heilpraktikern organisiert sein wollten, die seinerzeit als medizinisch nicht anerkannt galten. Brauer stimmte daraufhin ausdrücklich zu, dass der ASB die Kommission verließ und erst 1919 wieder eintrat.
Nach dem Ende des Ersten Weltkriegs änderte Brauer aufgrund der geänderten gesellschaftlichen und politischen Umstände seine Einstellung. Da er die politische Neutralität des ASB wahren wollte, lehnte er eine Kooperation mit der Arbeiterbewegung ab und organisierte die Hilfsorganisation straff und zentralistisch, womit er deren weitere Arbeit entscheidend beeinflusste. Die Neuausrichtung änderte jedoch nichts an der Tatsache, dass Sozialdemokraten und Gewerkschaftsangehörige die deutlich stärkste Gruppe im ASB bildeten.